# Pedicularis geosiphon
Pedicularis geosiphon är en snyltrotsväxtart som beskrevs av Harry Sm. och Tsoong. Pedicularis geosiphon ingår i släktet spiror, och familjen snyltrotsväxter. Inga underarter finns listade i Catalogue of Life.